# ليو كانغ (لاعب كرة قدم)
ليو كانغ (بالصينية: 刘康) (16 فبراير 1961 بغوانزو في الصين - 29 مارس 2013 بغوانزو في الصين) هو مدرب كرة قدم ولاعب كرة قدم صيني في مركز الوسط. لعب مع غوانغجو إفرغراند تاوباو.